# 달구벌버스
달구벌버스(達句伐―, 영어: Dalgoobul Bus Company)는 대구광역시 동구 동호동공영차고지에 본사를 둔 시내버스 운송업체이다.

## 연혁
- 1979년 12월 11일: 시내버스 운송 면허를 취득하여 주식회사 국일여객(株式會社 國一旅客)이라는 이름으로 설립
- 2005년: 부도와 파업 끝에 시의 중재로 정상화된 이후에는 철저한 시민 중심의 서비스 정신으로 양심 우산을 제공[1]
- 2006년: 대구시내버스 서비스 부문 1위
- 2007년: 대구시내버스 서비스 부문 2위[2]
- 2008년: 차고지 문제로 대구광역시와 마찰을 빚음[3]
- 2011년 4월 9일: 서구 이현동에서 동구 동호동공영차고지로 이전
- 2025년 7월 하반기에는 순환3-1번 신진자동차 4대를 양도받고, 운행을 시작하였다.

## 2005년의 장기 파업
- 2005년 8월 권오성 사장의 임금 체불과 잠적 때문에 파행 운행을 시작하였고, 2005년 9월에는 같은 계열이었던 창성여객 노동자들과 함께 장기 파업을 하게 되었다.
- 권오성 사장의 체포·구속[4] 이후에도 중앙로와 대구광역시청 일대에서 차량들을 동원하여 장기 파업을 계속했다.
- 창성여객은 2005년 12월 20일에 운행을 재개하였다.
- 대구광역시의 중재로 2006년 2월 15일 대구시내버스 개편 때 사명을 국일여객에서 달구벌버스자동차로 사명을 바꾸어 출범하고[5] 창성여객과 완전히 분리하였다.
- 광남자동차처럼 노동자들이 운영하는 회사가 되었고 2006년 2월 19일에 운행을 재개했다.
- 국일여객 시절부터 강성 노동조합의 입김이 강하다는 특성 때문에 대구시내버스가 파업하는 일이 있어도 파업하지 않고 운행하는 회사 중의 하나다.[6]
- 권오성 사장은 이후에도 창성여객에 남았다가, 창성여객이 2010년 초에 다시 부도가 발생하여 완전히 퇴진하였다.
- 창성여객은 이후 현대교통에 인수, 합병되었다.

## 보유 차량
- 현대 뉴 슈퍼에어로시티
- 현대 저상 뉴 슈퍼에어로시티
- 현대 일렉시티 (전기, 수소연료전지)

## 노선
| 노선번호  | 운행경로 기점 ↔ 중간경유지 ↔ 종점  | 운행경로 기점 ↔ 중간경유지 ↔ 종점 | 운행경로 기점 ↔ 중간경유지 ↔ 종점  | 운행대수        | 비고                                                            |
| --------- | ---------------------------------- | --------------------------------- | ---------------------------------- | --------------- | --------------------------------------------------------------- |
| 순환3-1번 | 수성구 범물1동 범물1동행정복지센터 | 달서구 두류동 두류역              | 수성구 범물1동 범물1동행정복지센터 | 통합 5 (저상 1) | 세진교통 공배                                                   |
| 300번     | 남구 대명9동 앞산공원              | 중구 대신동 서문시장역            | 북구 산격2동 종합유통단지          | 11 (저상 8)     | 단독운행                                                        |
| 518번     | 동구 괴전동 안심역                 | 중구 동성로2가 CGV대구한일        | 달서구 갈산동 신흥버스             | 8 (저상 5)      | 신흥버스 공배                                                   |
| 651번     | 달성군 화원읍 명곡미래빌           | 달서구 본리동 본리네거리          | 동구 동호동 반야월역               | 11 (저상 2)     | 우창여객 공배                                                   |
| 동구4번   | 동구 동호동 반야월역               | 동구 신서동 송정삼거리            | 동구 동호동 반야월역               | 3 (저상 3)      | 세진교통 공배                                                   |
| 동구7번   | 동구 동호동 동호초교               | 동구 각산동 새론초교              | 동구 동호동 상록아파트             | 2 (저상 2)      | 단독운행                                                        |
| 북구3번   | 북구 노곡동                        | 북구 칠성동1가 칠성시장역         | 동구 동호동 상록아파트             | 13 (저상 6)     | 단독운행                                                        |
| 8140번    | 수성구 지산1동 수성못역(TBC)       | 수성구 범어1동 범어역             | 동구 신암4동 동대구역              | 1               | 세진교통, 세왕교통, 성보교통, 광남자동차 공배 주중 출근맞춤버스 |
| 예비      | -                                  | -                                 | - -                                | 2               |                                                                 |
| 7종       |                                    |                                   |                                    | 50대            |                                                                 |

## 차고지
- 대구광역시 동구 경안로 700 (동호동 206-8)
- 면허지: 대구광역시 서구 국채보상로 35 (이현동)